# Rahmanca, Meriç
Rahmanca là một xã thuộc huyện Meriç, tỉnh Edirne, Thổ Nhĩ Kỳ. Dân số thời điểm năm 2011 là 295 người.